# Cheik-el-Beled

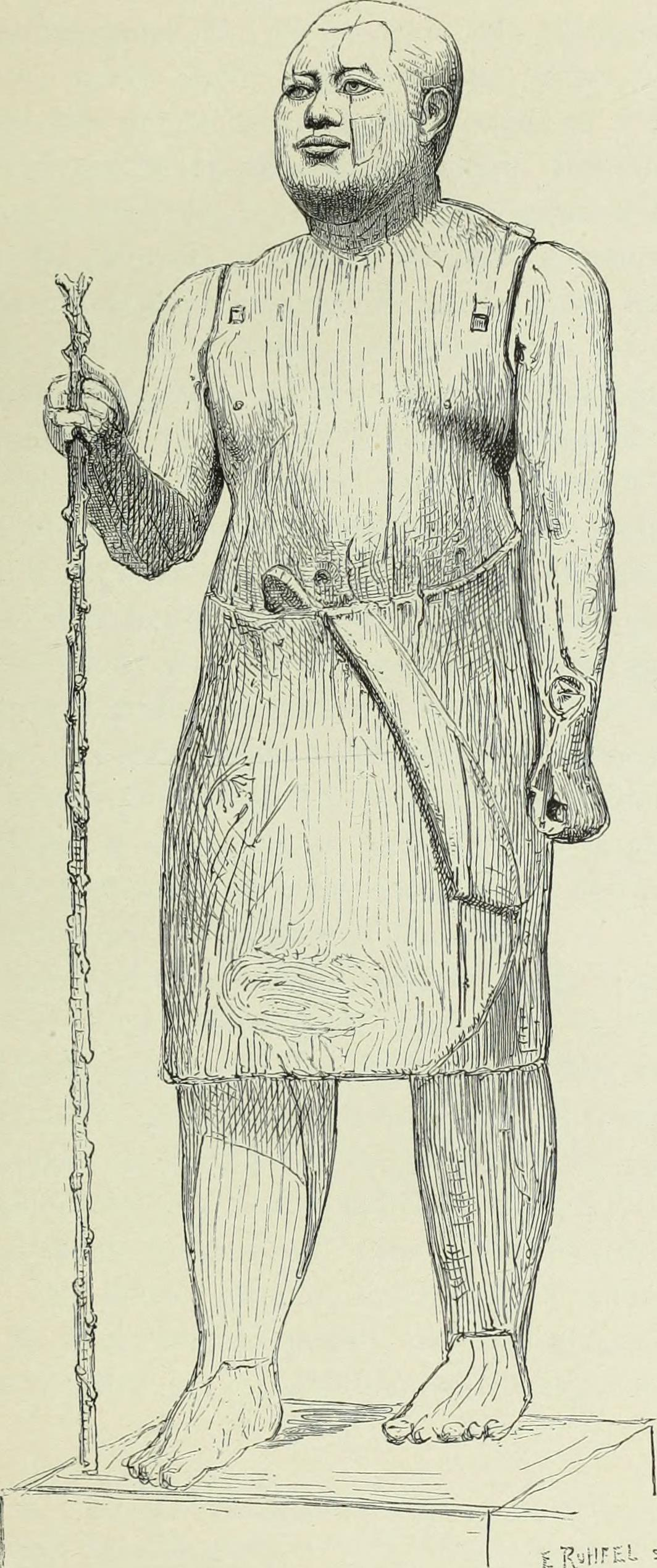
Le nom de Cheikh el-Beled a été donné à une statue antique représentant un notable. Son nom original est Kaaper

Cheik-el-beled au XVIIIe siècle au Moyen-Orient, en Égypte et en Syrie en particulier signifie «chef de village». Sa fonction administrative instituée par le vice-roi, est la personne de confiance du Bey, et est le dernier des tyrans auquel obéit la population. Le cheik-el-beled a un grand pouvoir dans un pays où la corruption et l'oppression règne. Si le Bey a besoin de soldats, l’ordre de lever des hommes est transmis par les moudyrs (chefs de canton) aux Cheik-el-beled (chefs de villages), qui désignaient sans contrôle et sans appel les fellahs qui devaient marcher pour rejoindre le drapeau, sauf ceux qui pouvaient payer pour en être dispensés. C'est lui aussi, qui avait pour mission de faire payer l'impôt. Les différentes fonctions du pouvoir par ordre décroissant d'influence sont : Moudyrs, Mamours, Nazirs, Cheiks-el-Beled, Kholj, Serafs, Chaheds, et police du Caire. Les cheiks-el-beled se différencient par un uniforme singulier et une décoration en argent.